# Olle Palenius
Olle Palenius, född 20 augusti 1925 i Helsingborg, död 2 september 2023 i Karlskrona, var en svensk jurist som var lagman i Ronneby tingsrätt från 1983 till 1993.
Palenius blev juris kandidat vid Lunds universitet 1954 och genomförde tingstjänstgöring 1954-1957 innan han 1957 blev fiskal. Han var tingsdomare i Sollefteå från 1965 och hyresråd i Växjö 1972-1983. Han var lagman i Ronneby tingsrätt 1983-1993.
Palenius var son till kamrer Christer Palenius och hans maka Karin, född Karlsson. Han var från 1955 gift med Birgitta, folkskollärare, född Hjort 1929.